# Władysław Nikiciuk
Władysław Nikiciuk (né le 9 mars 1940 à Devyatkovichi en actuelle Biélorussie) est un athlète polonais spécialiste du lancer de javelot. Ses clubs ont été l'AZS Warszawa puis le Gwardia Warszawa. Il mesure 1,82 m pour 88 kg.

## Biographie

### Palmarès
| Date | Compétition           | Lieu     | Résultat | Performance |
| ---- | --------------------- | -------- | -------- | ----------- |
| 1962 | Championnats d'Europe | Belgrade | 3e       | 77,66 m     |
| 1964 | Jeux olympiques d'été | Tokyo    | 9e       | 73,11 m     |
| 1966 | Championnats d'Europe | Budapest | 2e       | 81,76 m     |
| 1968 | Jeux olympiques d'été | Mexico   | 4e       | 85,70 m     |

### Records
| Épreuve           | Performance | Lieu       | Date         |
| ----------------- | ----------- | ---------- | ------------ |
| Lancer de javelot | 86,10 m     | Saarijärvi | 23 juin 1968 |